# Raipur (Tanahu)
Raipur – gaun wikas samiti w zachodniej części Nepalu w strefie Gandaki w dystrykcie Tanahu. Według nepalskiego spisu powszechnego z 2001 roku liczył on 966 gospodarstw domowych i 4908 mieszkańców (2660 kobiet i 2248 mężczyzn).